# Fritz Fischer (Elektroingenieur, 1898)

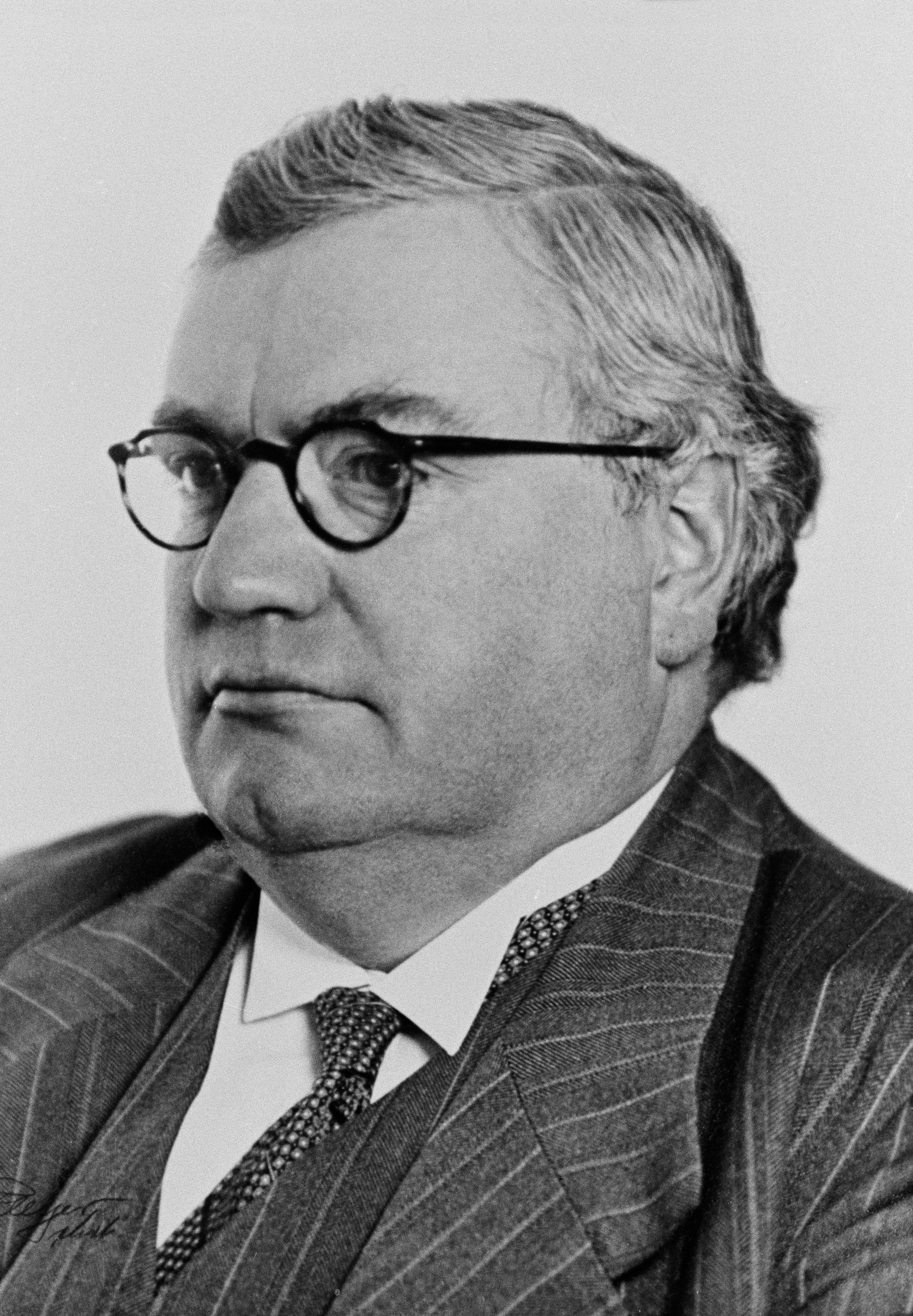
Fritz Fischer (etwa 1946)

Fritz Fischer (* 9. Februar 1898 in Signau; † 28. Dezember 1947 in Zürich) war ein Schweizer Elektroingenieur. 

## Leben und Werk
Fritz Fischer studierte von 1917 bis 1924 Elektroingenieurwesen an der ETH Zürich und schloss sein Studium mit einer Dissertation Theoretische Studien über hochohmige Widerstände zu Messzwecken in der Hochspannungswechselstromtechnik ab. Bei den Telefonwerken Albisrieden verbesserte er 1924/25 die Qualität von Sprachübertragungen, worauf er ins Zentrallaboratorium der Muttergesellschaft Siemens & Halske in Berlin berufen wurde. Dort schuf er unter anderem erste ferngelenkte Schiffe und Flugzeuge und forschte über die physikalischen Grundlagen des Farbfilms und traf ein erstes Mal seinen späteren Oberassistenten Edgar Gretener. Fischer forschte auch auf dem Gebiet des Tonfilms. Das war ein Gebiet, das Siemens-Halske über die erfolgreiche Tochterfirma Klangfilm betreute.  Fischer war auch für den Aufbau der Tonfilmstudioanlagen der UFA-Studios in Babelsberg verantwortlich. Ab 1928 gehörte er der Leitung des Zentrallaboratoriums an. Während dieser Zeit war er auch Lehrbeauftragter an der Technischen Hochschule Berlin.

Erster Prototyp für den Fernsehprojektor Eidophor, der an der ETH Zürich entwickelt wurde. Das Foto entstand 1942.

1932 nahm er einen Ruf an die ETH Zürich an, wo er das Institut für Technische Physik einrichtete und das Eidophor-Verfahren entwickelte, das Fernsehbilder in Kinoleinwandgrösse zu übertragen erlaubte. Dabei unterstützte ihn sein Oberassistent Edgar Gretener, welcher später in seinem eigenen Unternehmen Dr. Edgar Gretener AG das Eidophorsystem weiterentwickelte. Nach Greteners Tod entstand daraus das Unternehmen Gretag, welches die Erfindung Fischers erfolgreich kommerzialisierte.
Zu den ersten wissenschaftlichen Mitarbeitern und Doktoranden von Fischer zählten ab 1935 Gustav Guanella, Max Lattmann und Werner Lindecker, ab 1937 Ernst Meili und Erna Hamburger, welche 1957 als erste Frau ordentliche Professorin an eine Schweizer Hochschule (EPUL) wurde, sowie ab 1939 Ernst Baldinger und Hugo Thiemann, welcher bei der Entwicklung von Eidophor und dem Transfer des Projektes in das Unternehmen Gretener eine bedeutende Rolle gespielt hat. Spätere Treffen der ehemaligen Mitarbeiter von Fischer fanden unter dem Namen Fischer Stamm statt, welcher Initiativen in Forschung und Entwicklung noch viele Jahre nach Fischers Tod förderte.
Fischer war auch Vorstand der Abteilung für industrielle Forschung an der ETH (AfiF), deren Gründung geht auf eine Initiative von Fritz Fischer zurück. Die AFiF wurde seinem Institut für technische Physik angegliedert. Ziel der AFiF war die Schaffung von neuen Arbeitsgebieten für die Schweizer Industrie.
Im Rahmen einer Zusammenarbeit mit dem Unternehmen Brown, Boveri & Cie, Baden (BBC) arbeitete Fritz Lüdi als Entsandter der BBC von 1936 bis 1939 an der AfiF unter Leitung von Fischer an Projekten der Hochfrequenztechnik. Lüdi erfand 1938 ein Vielschlitzmagnetron, genannt Turbator, welcher als Senderröhre von BBC-Richtfunkverbindungen zum Einsatz gelangte.
Fischer gründete zusammen mit seinem ersten Doktoranden Max Lattmann die Contraves AG bei Zürich, anfänglich ab 1936 eine Studiengesellschaft im Bereich von Fliegerabwehrgeräten, später ein bedeutendes Schweizer High-Tech-Industrieunternehmen mit über 2000 Angestellten, dessen Militärgeschäft heute durch Rheinmetall Air Defence AG weitergeführt wird.

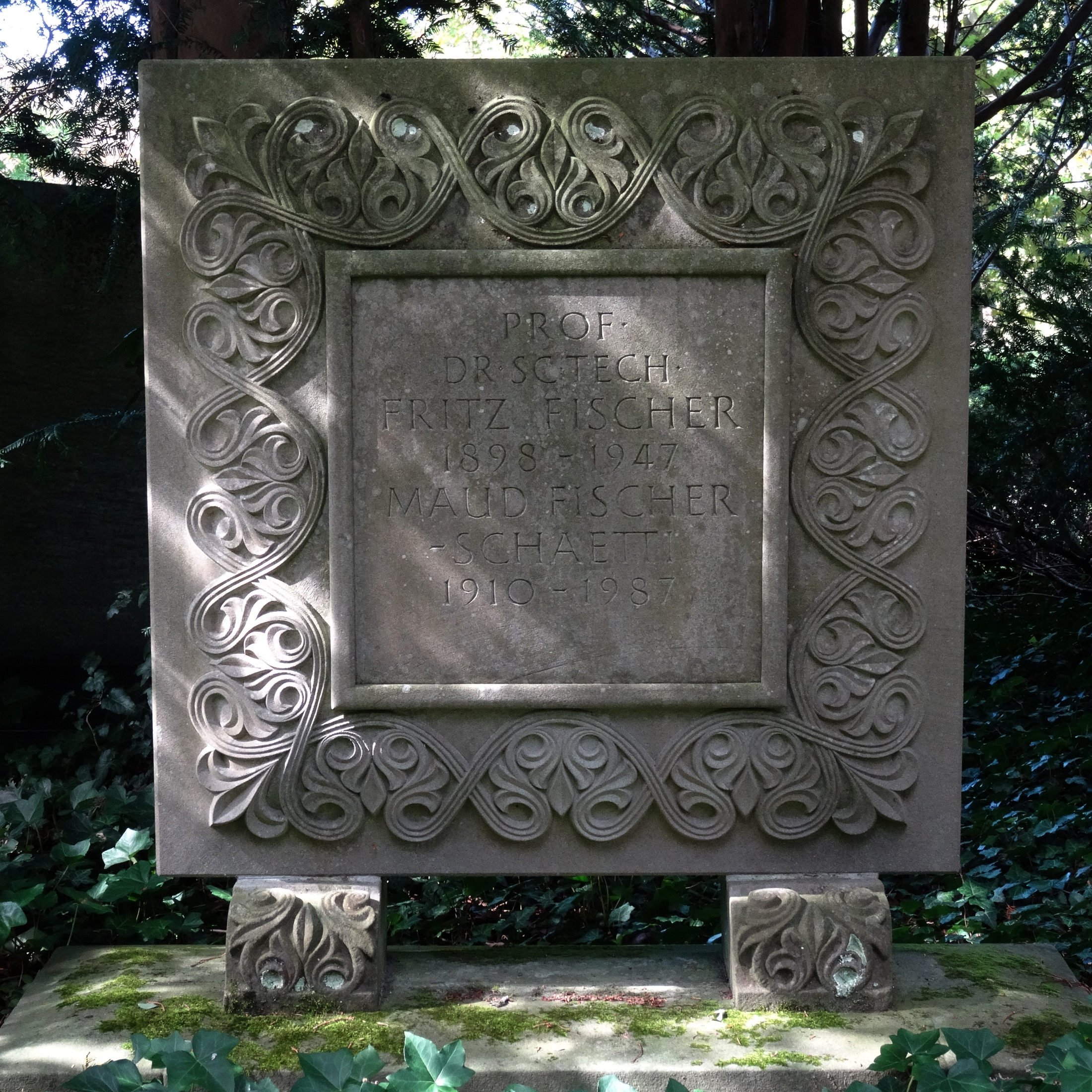
Grab, Friedhof Enzenbühl, Zürich

Fritz Fischer war seit dem 30. Juli 1936 mit Maud Schätti verheiratet und fand seine letzte Ruhestätte auf dem Friedhof Enzenbühl in Zürich.